# Bithur
Bithur (all'anglosassone Bithoor) è una suddivisione dell'India, classificata come nagar panchayat, di 9.647 abitanti, situata nel distretto di Kanpur Nagar, nello stato federato dell'Uttar Pradesh. In base al numero di abitanti la città rientra nella classe V (da 5.000 a 9.999 persone).

## Geografia fisica
La città è situata a 26° 37' 60 N e 80° 16' 60 E e ha un'altitudine di 114 m s.l.m..

## Società

### Evoluzione demografica
Al censimento del 2001 la popolazione di Bithur assommava a 9.647 persone, delle quali 5.274 maschi e 4.373 femmine. I bambini di età inferiore o uguale ai sei anni assommavano a 1.294, dei quali 683 maschi e 611 femmine. Infine, coloro che erano in grado di saper almeno leggere e scrivere erano 6.006, dei quali 3.694 maschi e 2.312 femmine.